# Brachyophis revoili
Brachyophis revoili is een slang uit de familie Atractaspididae en de onderfamilie Aparallactinae. Het is de enige soort uit het monotypische geslacht Brachyophis.

## Naam en indeling
De wetenschappelijke naam van de soort werd voor het eerst voorgesteld door François Mocquard in 1888. De soortaanduiding revoili is een eerbetoon aan de verzamelaar van het holotype, Georges Emmanuel Joseph Révoil (1852 - 1894).

### Ondersoorten
De soort wordt verdeeld in drie ondersoorten die onderstaand zijn weergegeven, met de auteur en het verspreidingsgebied.
| Naam                        | Auteur          | Verspreidingsgebied                          |
| --------------------------- | --------------- | -------------------------------------------- |
| Brachyophis revoili cornii  | Scortecci, 1932 | Somalië, de kuststrook van het centrale deel |
| Brachyophis revoili krameri | Lanza, 1966     | Somalië, het noorden van het centrale deel   |
| Brachyophis revoili revoili | Mocquard, 1888  | Somalië, de rest van het verspreidingsgebied |

## Verspreiding en habitat
De soort komt voor in delen van Afrika en leeft endemisch in Somalië. De habitat bestaat uit droge tropische en subtropische scrublands.

## Beschermingsstatus
Door de internationale natuurbeschermingsorganisatie IUCN is de beschermingsstatus 'onzeker' toegewezen (Data Deficient of DD).